# プラヤー・ピチャイダープハック

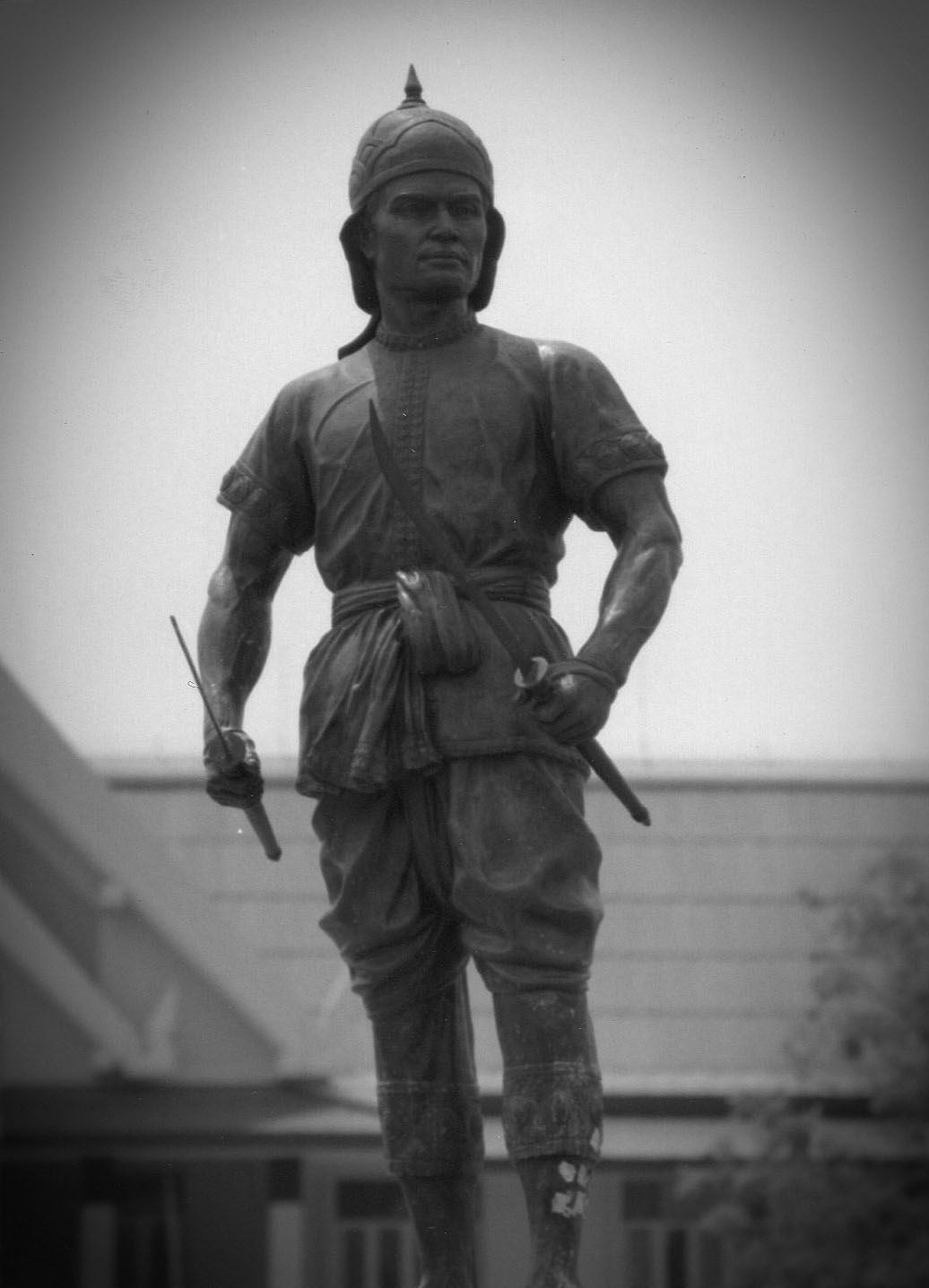
プラヤー・ピチャイダープハック

プラヤー・ピチャイダープハック（พระยาพิชัยดาบหัก、1740年 - 1781年）は、タイに存在した王朝である、トンブリー王朝時代の武人。猛将であり、同時に忠義者として知られ、出身地であるウッタラディット県ピチャイ郡では英雄視される。

## 伝記
本名はチョーイ（จ้อย）。前述のピチャイ出身。幼い頃から古式ムエタイ、拳法、剣術など数々の武芸を学び、地元にて一目置かれる存在となるが、これが当時タイを支配していたトンブリー王朝の君主、タークシン王の目に止まり、トンブリー王朝に仕官するようになる。この後、ピチャイの国主となり、プラヤー・ピチャイと呼ばれる。
この後一時、カムペーンペットに移りビルマ軍の侵攻に対する防衛に当たった。後の、アユタヤでのビルマ軍との衝突では、持ち前の武芸の才能を生かし敵に自ら突進し敵を数多く切ったが、このとき刀が折れるほど多人数を切ったため、勲功に感心したタークシンからダープハック（刀破り）と名付けられた。このあだ名と、プラヤー・ピチャイを合わせてプラヤー・ピチャイダープハックと呼ばれる。
プラヤー・ピチャイダープハックはビルマのタイ国内からの追い出しが済むと、ピチャイに戻り北部の防衛に努めていたが、1782年にはタークシン王がラーマ1世に殺されるという事件が起こる。新たな王となったラーマ1世はプラヤー・ピチャイダープハックに服従を求めたが、プラヤー・ピチャイダープハックは「二人の王の奴隷にはならず、二人の主人の召使いにはならない」と吹聴し、タークシンのみへの服従を示し、ラーマ1世に自ら死刑を願い出た。
この後チャオプラヤー・ピチャイダープハックは処刑された。しかし、刀を折るほどの猛将ぶり、死刑を願い出た美談は地元ピチャイを中心に語り継がれ、タイでもっとも忠義の人物とさえ言われるようになった。